# Chang-rae Lee
Lee Chang-rae (Seul, 29 luglio 1965) è uno scrittore sudcoreano naturalizzato statunitense.

## Biografia
Nato a Seul nel 1965, è emigrato negli Stati Uniti con la famiglia quando aveva tre anni.
Cresciuto nella Contea di Westchester, dopo avere ricevuto un Bachelor of Arts all'Università Yale e un Master of Arts all'Università dell'Oregon, ha iniziato a lavorare a Wall Street come analista finanziario.
Ha esordito nella narrativa nel 1994 con il romanzo Infiltrato vincitore dell'American Book Awards e del Premio PEN/Hemingway ed in seguito ha pubblicato altri cinque romanzi ottenendo con Gli arresi il Dayton Literary Peace Prize nel 2011 e il Premio Dos Passos nel 2017
Docente di scrittura creativa presso l'Università di Princeton ed in seguito a Stanford, suoi articoli sono apparsi in numerosi quotidiani e riviste quali il New Yorker, il New York Times e il TIME.

## Opere

### Romanzi
- Infiltrato (Native Speaker, 1994), Milano, Bompiani, 1995 traduzione di Ettore Capriolo ISBN 88-452-2561-5.
- Una vita formale (A Gesture Life, 1999), Milano, Bompiani, 2001 traduzione di Alberto Pezzotta ISBN 88-452-4758-9.
- Aloft (2004)
- Gli arresi (The Surrendered, 2010), Milano, Mondadori, 2012 traduzione di Silvia Pareschi ISBN 978-88-04-61154-7.
- On Such a Full Sea (2014)
- My Year Abroad (2021)